# Strojová kartotéka ČSSZ

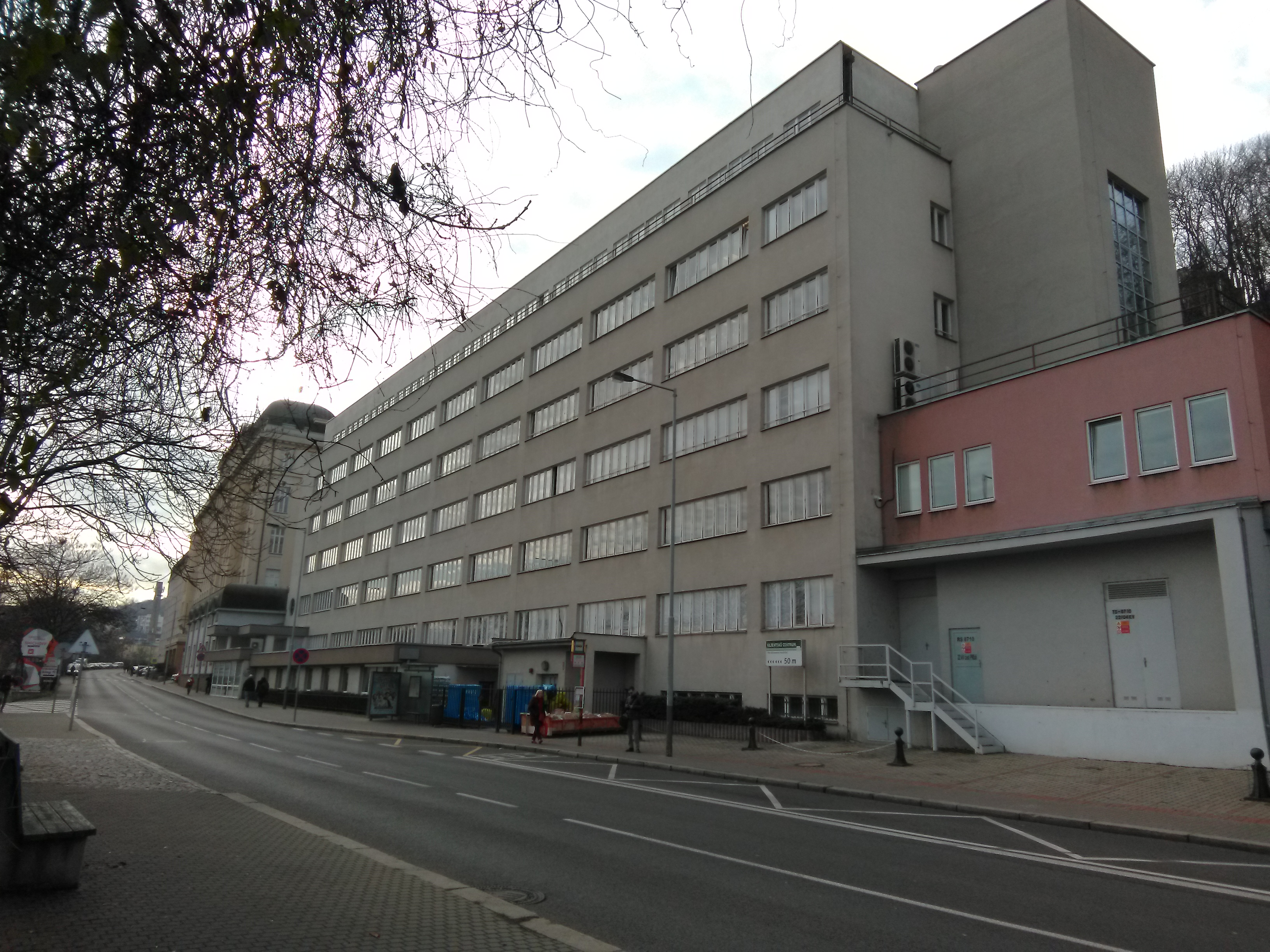
Budova evidence Ústřední sociální pojišťovny s kartotékou

Strojová kartotéka České správy sociálního zabezpečení (ČSSZ) je unikátní archivní zařízení, které slouží k archivaci evidenčních dokladů všech pojištěnců a důchodců. Nachází se vedle budovy ústředí České správy sociálního zabezpečení na adrese Křížová 25, Praha 5 – Smíchov. Jako světový unikát je budova s kartotékou od roku 2004 zapsána do Ústředního seznamu kulturních památek ČR.

## Historie
První kartotéka byla postavena v letech 1930–1931 jako drobná přízemní budova. Měla zhruba poloviční rozsah jako současná strojová kartotéka, s kapacitou na 5 let.
Roku 1936 začala stavba nové budovy, která na severu navazuje přímo na hlavní budovu ČSSZ. Původní strojová kartotéka byla vylepšena a rozšířena podle plánů architekta Františka Alberta Libry, který spolupracoval s architektem Jiřím Kanem. Původní ocelovou konstrukci navrhl konstruktér Vítkovických závodů Ferdinand Ludwig. Konstrukce je s budovou napevno spojena. Registraturu vyrobila továrna na obráběcí stroje Strojírny Otakara Podhajského z pražské Hostivaře. Konstruována byla jako systém velkého množství kovových šuplíků, které jsou obsluhovány jeřábem. V pojízdném zakladači sedí zaměstnanec, který efektivně zakládá velké množství papírových záznamů o zaměstnancích a důchodcích. Stavbu realizovaly během let 1936–1937 celkem tři pražské stavební firmy. Někdy se stávalo, že se porouchala některá ze součástek pojízdného zakladače nebo došlo k výpadku elektrického proudu. Pak musel zaměstnanec vytáhnout jednotlivé zásuvky a postupně po nich slézt dolů. V 70. letech 20. století byly z tohoto důvodu nainstalovány žebříky jako součást konstrukce. Tato unikátní strojová kartotéka je dodnes funkční.

## Parametry
Strojová kartotéka je umístěna přímo ve středu budovy. Celá kartotéka je 8 metrů vysoká, 9 metrů široká a 52 metrů dlouhá. Obsahuje 9 000 zásuvek se 135 milióny dokumentů o pojištěncích do roku 2004. Každá zásuvka je 3 metry hluboká. Kdyby se všechny šuplíky naskládaly vedle sebe, měřily by 27 kilometrů. Skládá se z osmnácti bloků a každý blok má svůj vlastní pojízdný zakladač, který se umí pohybovat nejen nahoru, dolů, doleva a doprava, ale také zešikma, to znamená zároveň nahoru a doprava. Pohyb zakladače ovládá zaměstnanec pomocí páček. S pomocí pedálu pak vysunuje 3 metry dlouhou zásuvku.
Na některých místech kartotéky jsou prázdné otvory pro případné uskladnění zásuvek při porouchání výsuvného systému některého z šuplíků.

## Současnost
Kartotéka je dodnes stále funkční. Velký podíl má na tom bývalý podnik ZPA Zličín, který provedl důslednou rekonstrukci. V dnešní době však slouží už jen pro menší část agendy ČSSZ. Všechny dokumenty byly totiž během let 2000–2002 převedeny do digitální podoby. ČSSZ digitalizovala na 65 miliónů nárokových podkladů důchodového pojištění. V roce 2024 byly v kartotéce uloženy spisy lidí, kteří se narodili v letech cca 1913–1943 a kteří stále pobírají některou z dávek důchodového pojištění. V současné době jsou spisy používány spíše výjimečně, pokud je potřeba doložit originál. Přes to všechno je do stávajících spisů ročně ukládáno zhruba 30 tisíc nových dokumentů. Každý spis je v kartotéce uložen po dobu výplaty důchodové dávky a 1 rok po úmrtí občana. Poté je jeho spis skartován. Od roku 2004 je kartotéka společně s budovou ČSSZ zapsána jako světový unikát do Ústředního seznamu kulturních památek ČR, pod číslem 100870/1-2373.

## Dostupnost
Místnost s kartotékou je systémové pracoviště, které podléhá bezpečnostním opatřením, a tudíž není veřejnosti volně dostupné. Během celostátního festivalu Den architektury 2024 byla udělena mimořádná výjimka a lidé měli po registraci možnost tuto historickou stavbu navštívit. Návštěvníci museli být plnoletí, dodržovat bezpečnostní opatření a pohybovat se podle pokynů zaměstnanců.

## Zajímavosti
Kartotéka se objevila v českém filmovém dramatu J. A. Holmana Rukavička z roku 1941. Herec František Vnouček se chce na pojízdném zakladači naposledy svézt a pronese po svém propuštění památnou větu: „Byl to můj svět, tady jsem byl rád.“ Toto melodrama mělo premiéru v kinech Adria a Kapitol. Hlavní představitelka Nataša Golová získala také díky tomuto filmu Národní cenu za herecký výkon a částku 5 000 Kč.